# Gabriele Tinti
Gabriele Tinti, italijanski pesnik, pisatelj in umetnostni kritik, * 18. december, 1979, Jesi
Sodeloval je z Muzejem J. Paula Gettyja, Metropolitanskim muzejem umetnosti, Britanskim muzejem, Umetnostnim muzejem okrožja Los Angeles in Kapitolskimi muzeji. Njegove pesmi so recitirali igralci, kot so Abel Ferrara, Willem Dafoe in Kevin Spacey.  

## Dela
- All Over (2013)
- Last Words (2016)
- The Earth Will Come to Laugh and to Feast (2020)
- Rovine (2021)
- Sanguinamenti (2022)
- Confessions (2023)
- Hungry Ghosts (2024)